# Aplogompha frena
Aplogompha frena är en fjärilsart som beskrevs av Paul Dognin 1899. Aplogompha frena ingår i släktet Aplogompha och familjen mätare. Inga underarter finns listade i Catalogue of Life.